# كوكاميد أحادي أمين الإيثانول
كوكاميد أحادي أمين الإيثانول هي مادة صلبة ذات لون أبيض مائل للصفرة وقد يصل إلى اللون الأصفر الداكن. عادة ما تُباع على هيئة رقائق. عند ذوبانها تتحول إلى سائل صاف لزج لونه أصفر باهت. تتكون هذه المادة من مزيج من أميدات الأحماض الدهنية التي تنتجها الأحماض الدهنية في زيت جوز الهند عندما تتفاعل مع أمين الإيثانول.

## الاستخدامات
تُستخدم الكوكاميد أحادي أمين الإيثانول وغيرها من مواد الكوكاميد أمين  الإيثانول مثل الكوكاميد ثنائي أمين الإيثانول  كعناصر لصنع الرغوة ومؤثرات سطحية غير أيونية فيالشامبو ومنتجات الحمام ومستحلبات في مستحضرات التجميل.